# Фолс-Пасс (Аляска)
Фолс-Пасс (англ. False Pass; алеут. Isanax̂) — город в боро Восточные Алеутские острова, штат Аляска, США. По данным переписи 2010 года население Фолс-Пасс составляет 35 человек.

## География
Расположен на восточной оконечности острова Унимак; небольшая часть города (26,093 км²) находится на западной оконечности полуострова Аляска. Остров отделён от материка небольшим проливом Исаноцкий, ширина которого составляет около 600 м в самой узкой части. В границах города располагаются заброшенные деревни Моржовой и Икатан.
По данным Бюро переписи населения США общая площадь города составляет 176,8 км², из них примерно 69,6 км² — суша и 107,2 км² — водные поверхности.

## Население
По данным переписи 2000 года население статистически обособленной местности составляло 64 человека. Расовый состав: коренные американцы — 62,50 %; белые американцы — 26,56 %; представители других рас — 1,56 %; представители двух и более рас — 9,38 %.
Из 22 домашних хозяйств в 31,8 % — воспитывали детей в возрасте до 18 лет, 22,7 % представляли собой совместно проживающие супружеские пары, в 18,2 % семей женщины проживали без мужей, 36,4 % не имели семьи. 31,8 % от общего числа семей на момент переписи жили самостоятельно, при этом 9,1 % составили одинокие пожилые люди в возрасте 65 лет и старше. В среднем домашнее хозяйство ведут 2,91 человек, а средний размер семьи — 3,79 человек.
Доля лиц в возрасте младше 18 лет — 35,9 %; от 18 до 24 лет — 9,4 %; от 25 до 44 лет — 18,8 %; от 45 до 64 лет — 31,3 % и старше 65 лет — 4,7 %. Средний возраст населения — 32 года. На каждые 100 женщин приходится 100 мужчин; на каждые 100 женщин в возрасте старше 18 лет — 115,8 мужчин.
Средний доход на домашнее хозяйство — $49 375; средний доход на семью — $70 625. Средний доход на душу населения — $21 465.
Динамика численности населения города по годам:
| 1950 | 1960 | 1970 | 1980 | 1990 | 2000 | 2010 |
| ---- | ---- | ---- | ---- | ---- | ---- | ---- |
| 42   | 41   | 62   | 70   | 68   | 64   | 35   |

## Транспорт
Единственными средствами сообщения с городом служат лодки и авиация. Имеется небольшой аэропорт.

## Галерея

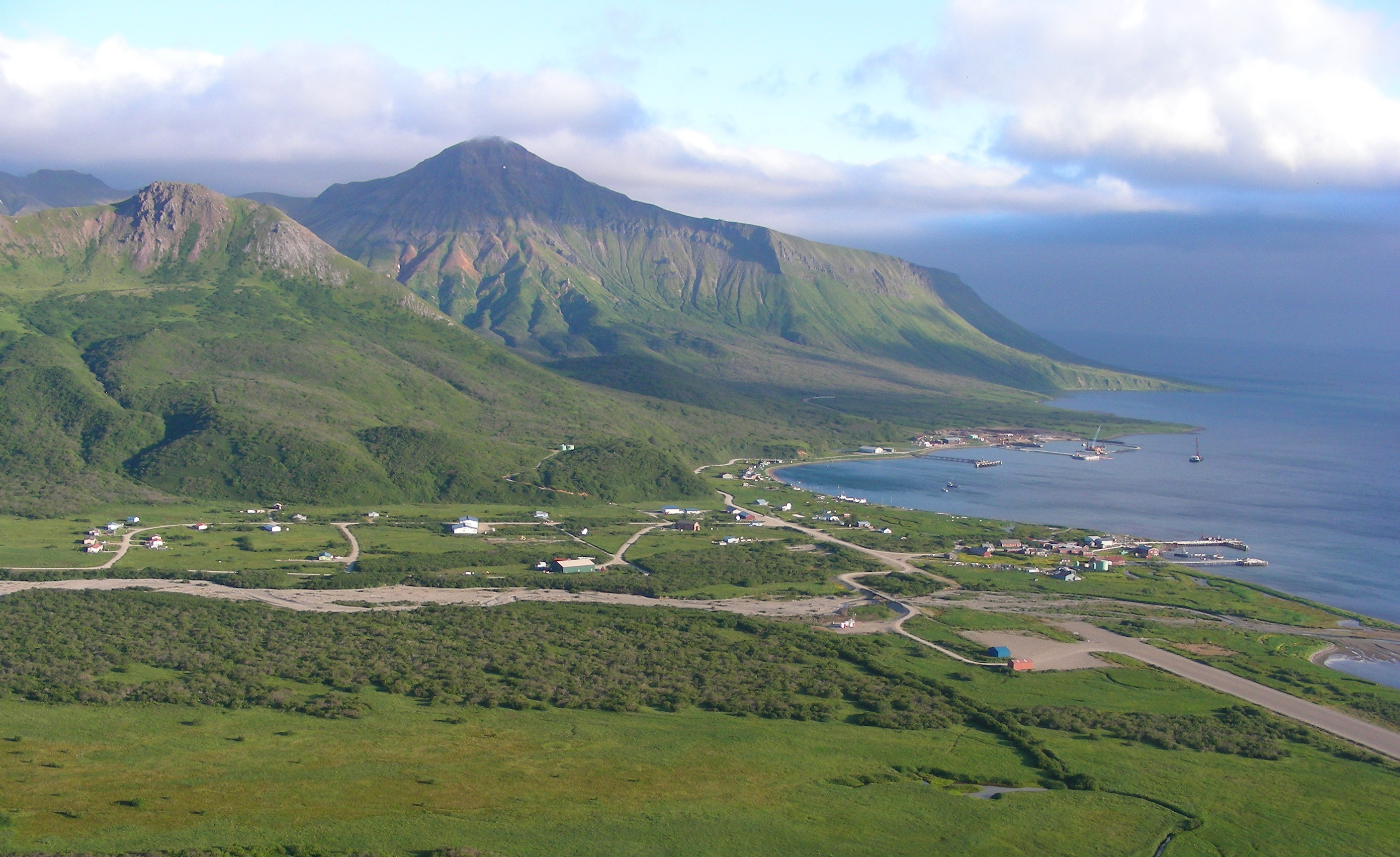
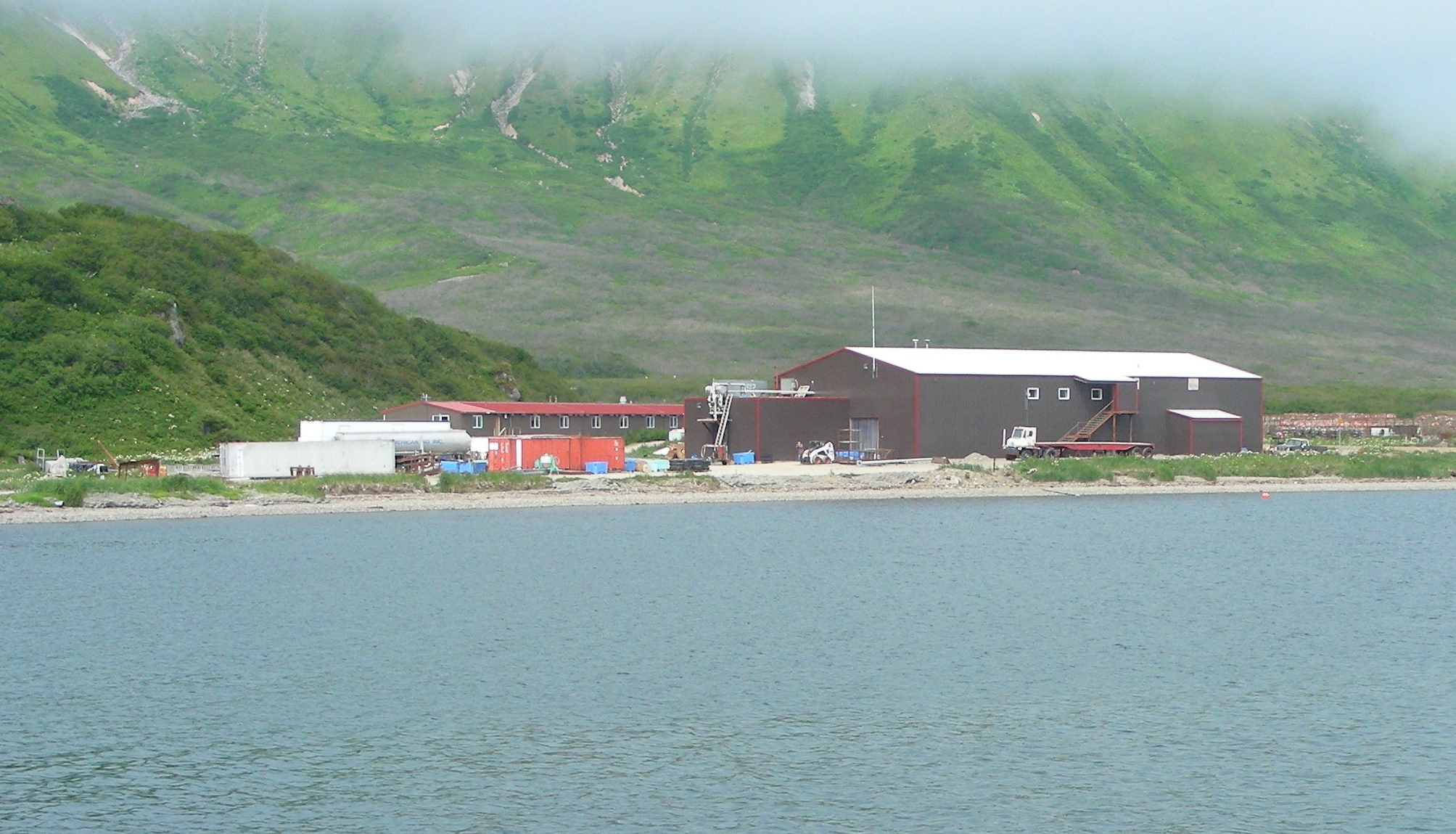
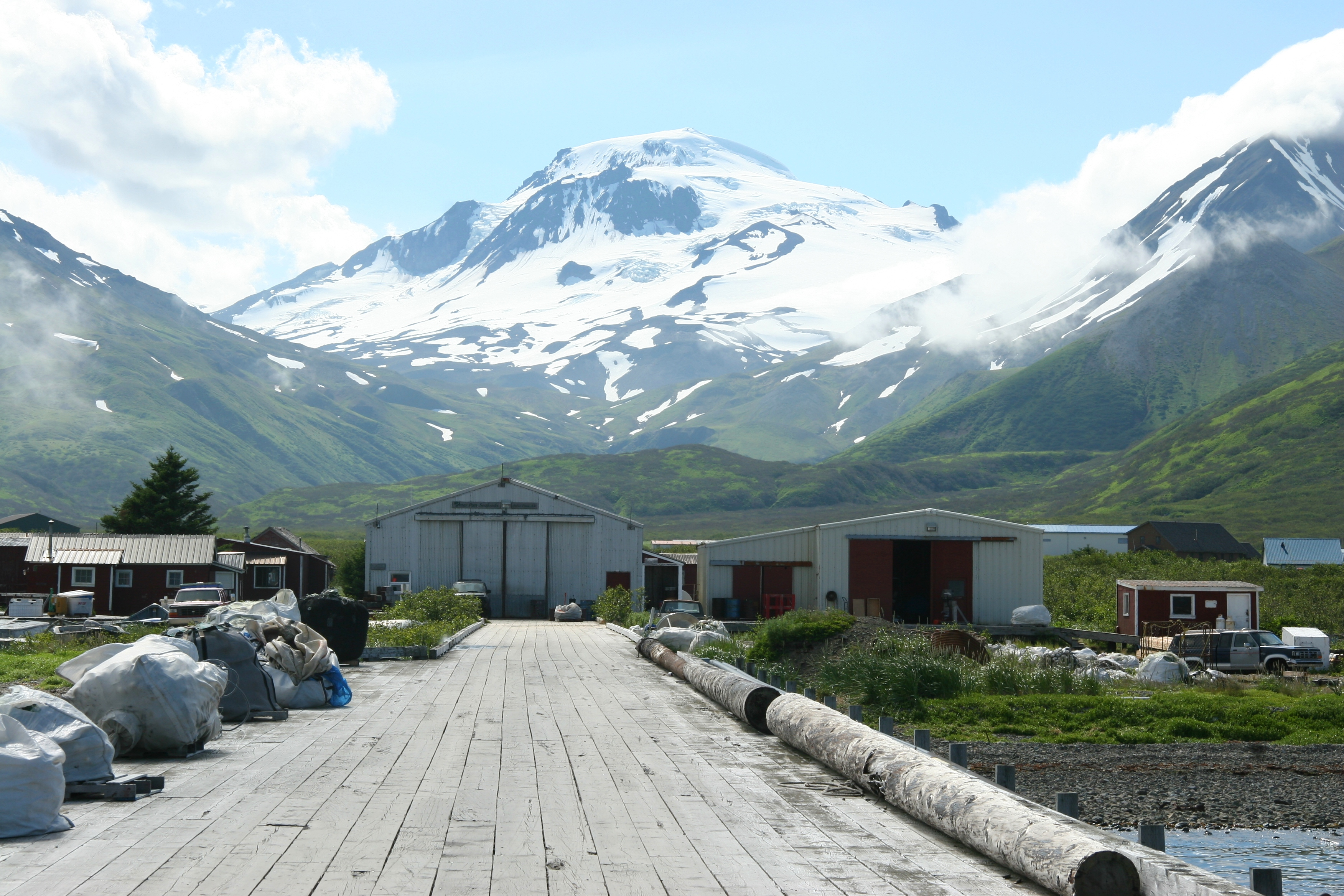
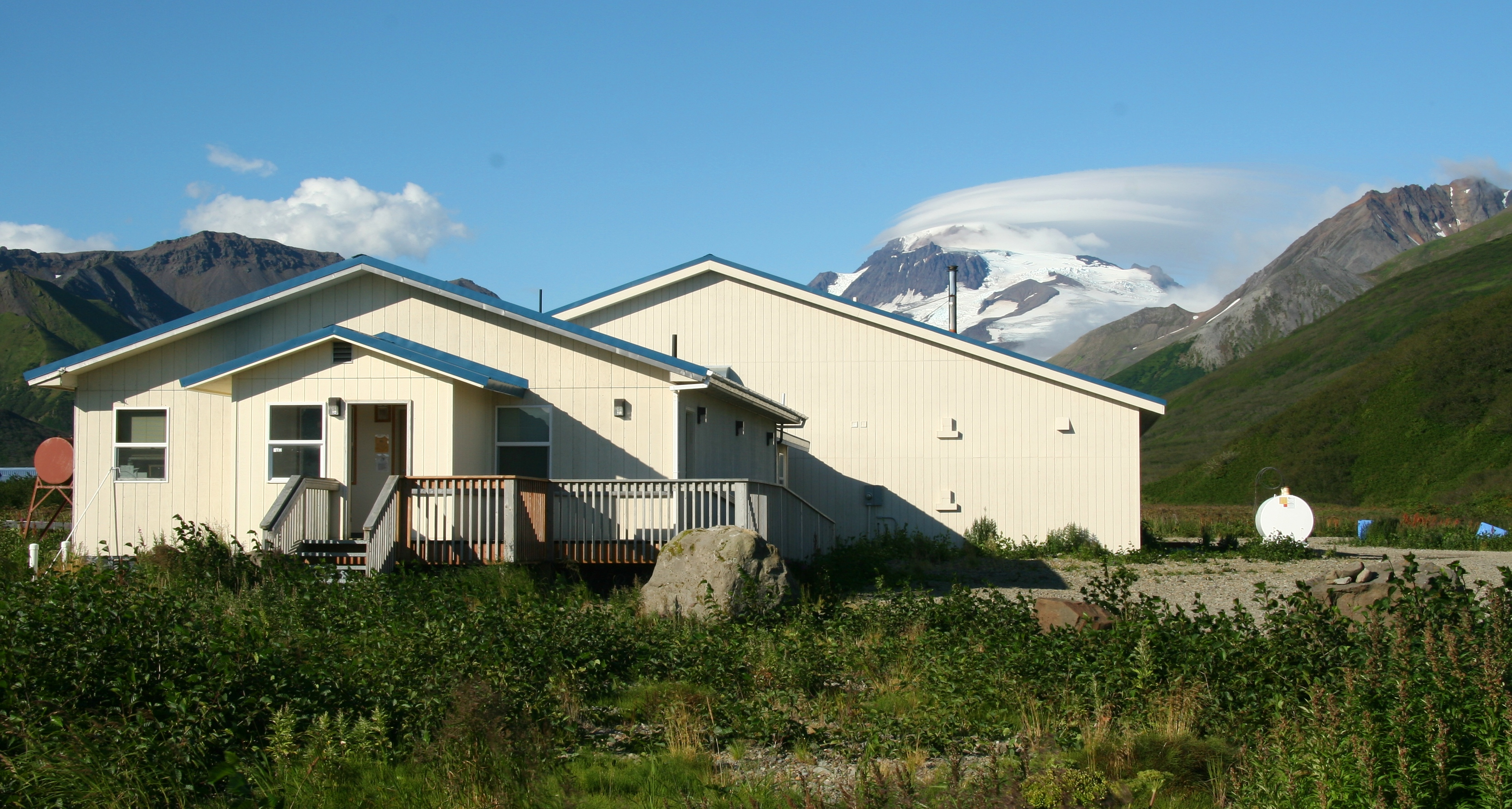